# Harald Bohr
Harald August Bohr (ur. 22 kwietnia 1887 w Kopenhadze, zm. 22 stycznia 1951 w Hellerup w gminie Gentofte) – duński matematyk i piłkarz, młodszy brat Nielsa Bohra.
W 1908 roku reprezentował Danię na igrzyskach olimpijskich w Londynie, na której Dania zdobyła srebrny medal. Przez całą swoją karierę związany z Akademisk Boldklub.
Jako matematyk rozwinął teorię funkcji ciągłych prawie okresowych; miał też wkład w sformułowanie twierdzenia Bohra-Landaua. Był wykładowcą akademickim, cenionym za umiejętność zrozumiałego przekazywania wiedzy.
W latach 30. pomagał uchodźcom z III Rzeszy, organizując im przerzut do USA, Wielkiej Brytanii i Szwecji.